# Alfred Roll
Alfred Philippe Roll, född den 1 mars 1846 i Paris, död där den 27 oktober 1919, var en fransk målare.
Roll studerade vid École des beaux-arts, men mest på egen hand och gjorde sig bemärkt genom en följd brett och kraftigt hållna målningar med mycket olikartade motiv: Don Juan och Haïdée (1874, museet i Avignon), Halt! (en fransk och en tysk kavallerist i handgemäng, människor och hästar målade i naturlig storlek i raskt, lidelsefullt föredrag, 1875, museet i Mayenne), Översvämning (i en by, bondfolk räddar sig i båtar, i förgrunden en simmande tjur, 1877, museet i Le Havre), Silenus fest (1879), Gruvarbetarnas strejk (skildrad med nykter saklighet, en typisk realistmålning, 1880, museet i Valenciennes), Nationaldagen 14 juli 1880 (ett infanteriregemente passerar genom folkmassan på Place de la République, staden Paris samling). År 1882 följde I Normandie (en betande ko, kraftigt målad i naturlig storlek och i friluft, slottet i Fontainebleau), 1884 Arbetet (stenhuggeri), 1887 krigsscenen Framåt (infanteri i framryckning), samma år Komjölkerskan (båda de sistnämnda i Luxembourgmuseet), samma år Sommaren (en dam, en gosse och en pudel i solskenet i det gröna, staden Paris samling) och 1889 Kvinna och tjur (en naken kvinna stryker sig mot en svart ung tjur i solsken, museet i Buenos Aires). Ett par stora, illustrationsmässiga målningar framställer Revolutionens hundraårsdag 1889 (1893) och Grundstenen läggs till Pont Alexandre (1899, båda i Versailles). Livets fröjder, väggmålning i Hôtel de Ville, fullbordades 1905, allegorin Den unga republiken 1909 (i statens ägo), Apoteos, plafond i Petit Palais, 1913, Poesi och Drama (på samma plats) 1914. Roll målade många varianter av temat sommardag, djurstudier (Stridande hästar, 1912) och porträtt (målaren Damoye, Luxembourgmuseet). Georg Nordensvan skriver i nordisk familjebok: "I hans ytterst frodiga alstring finnes en del verk, där innehållet knappast motsvarar ytans storlek - det gäller hans jätteillustrationer af samtida händelser, det gäller äfven hans dekorativa målningar. Högst stå hans studier af flickor, barn och djur i luft och solsken. Sådana verk som 'Komjölkerskan' eller 'I Normandie' äro ej blott måleriskt betydande, utan belysa på samma gång förträffligt den konstriktnings mål och möjligheter, som han representerar." Roll var president i Société nationale des beaux-arts.